# جامعه‌شناسی اقتصادی
جامعه‌شناسی اقتصادی (به انگلیسی: Economic sociology) به مطالعهٔ علل و پیامدهای اجتماعی پدیده‌های گوناگون اقتصادی می‌پردازد. مطالعات این حوزه به دو دستهٔ دورهٔ کلاسیک و دورهٔ معاصر قابل تقسیم است.
مطالعات دورهٔ کلاسیک به دوران مدرن و پدیده‌های مربوط به آن از قبیل عقلانی شدن، سکولاریزاسیون، شهرنشینی، قشربندی می‌پردازد. زمانی که جامعه‌شناسی به عنوان واکنشی به مدرنیته سرمایه‌داری ظهور یافت؛ علم اقتصاد در مطالعات جامعه‌شناسی کلاسیک نقشی محوری داشت. اصطلاح جامعه‌شناسی اقتصادی برای نخستین بار بوسیلهٔ ویلیام استنلی جونز در ۱۸۷۹، و سپس در آثار امیل دورکیم، ماکس وبر، و گئورگ زیمل در سال‌های ۱۸۹۰ تا ۱۹۲۰ مطرح شد. کتاب وبر با نام اخلاق پروتستانی و روح سرمایه‌داری و عقلانی شدن فرهنگی غرب مدرن را شاید بتوان مؤثرترین اثر در زمینهٔ جامعه‌شناسی اقتصادی در دورهٔ کلاسیک معرفی نمود.
جامعه‌شناسی اقتصادی معاصر را می‌توان به تمامی مطالعات شامل جنبه‌های اجتماعی مدرن پدیده‌های اقتصادی نسبت داد. در واقع، جامعه‌شناسی اقتصادی را می‌توان به عنوان حوزهٔ مشترک علم اقتصاد و جامعه‌شناسی در نظر گرفت.